# Kahler (plaats)
Kahler (Luxemburgs: Kohler) is een plaats in de gemeente Garnich en het kanton Capellen in Luxemburg.
Kahler telt 188 inwoners (2001).

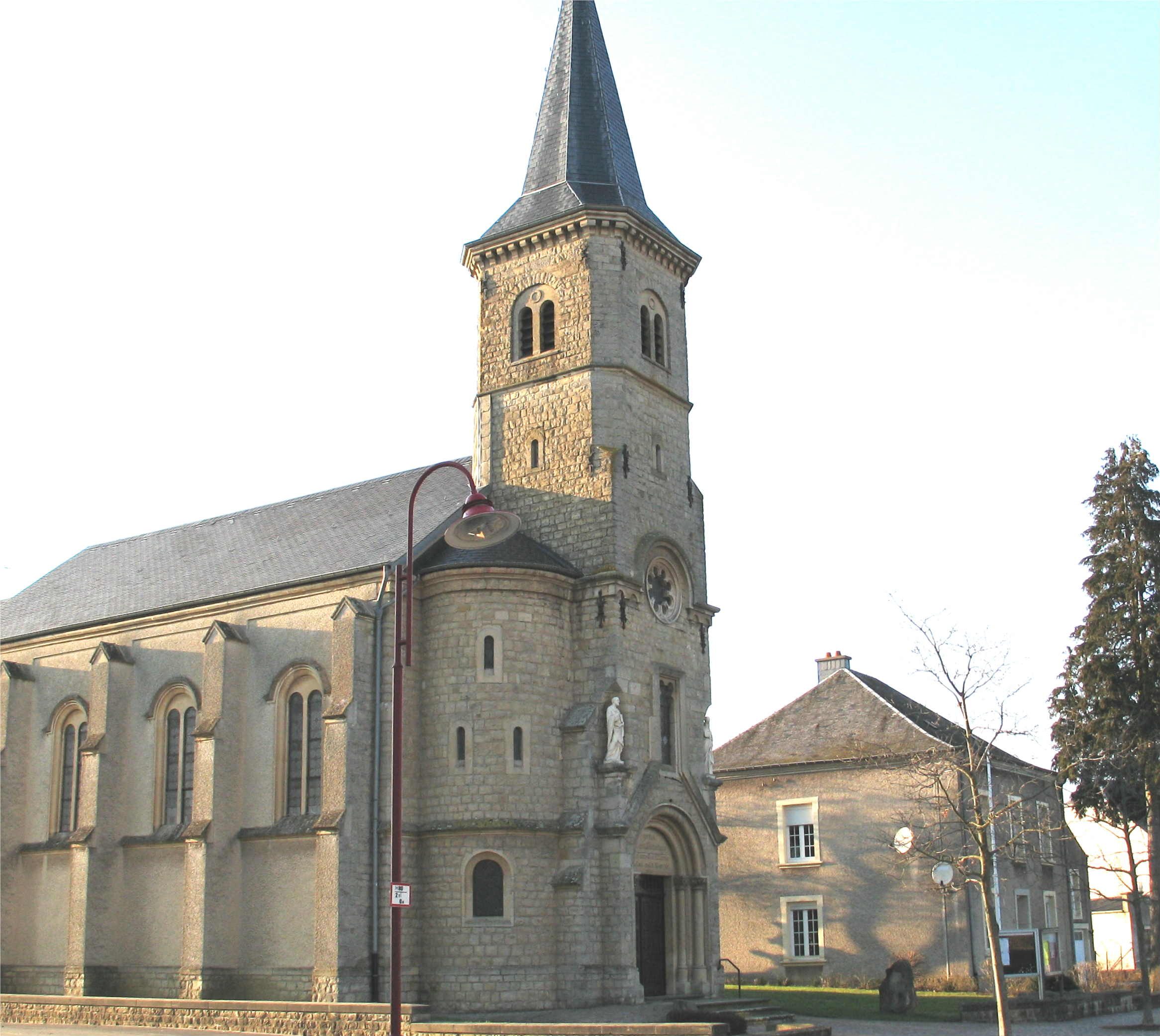
Kerk van Kahler
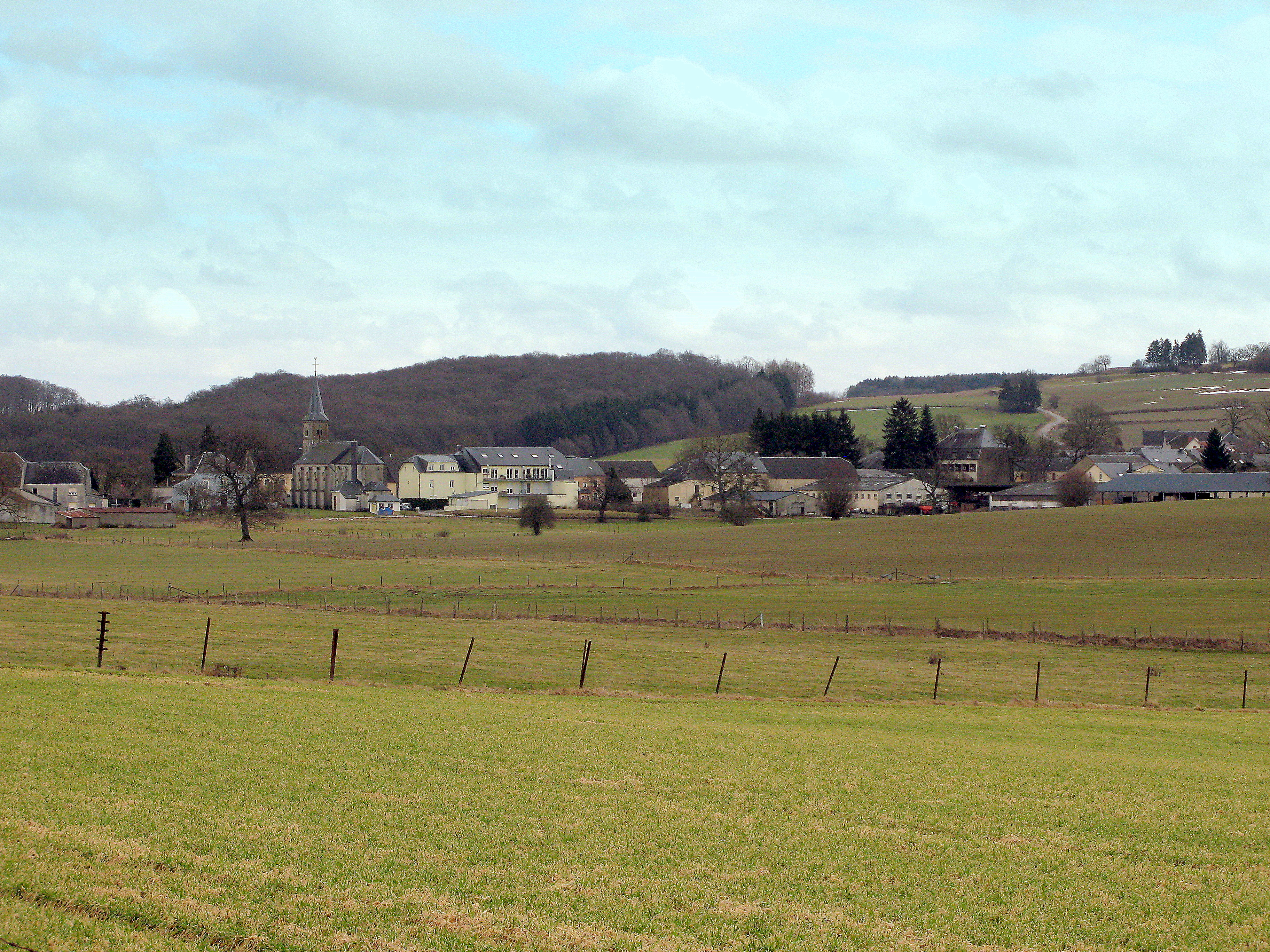
Kahler